# زوئست، آلمان
شهر زوئست، آلمان (به آلمانی: Soest, Germany) در ایالت نوردراین-وستفالن در کشور آلمان واقع شده‌است.

## نگارخانه

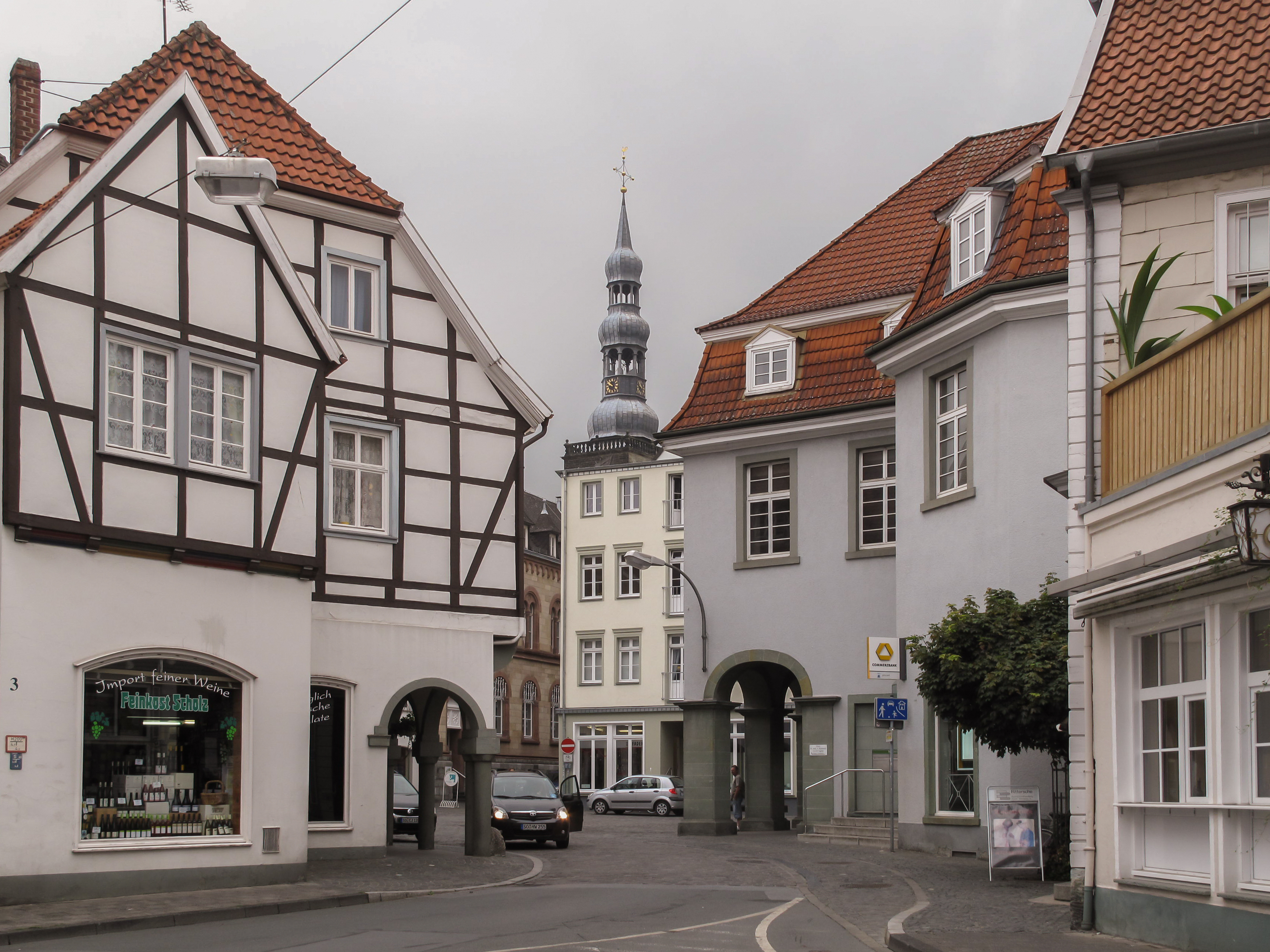
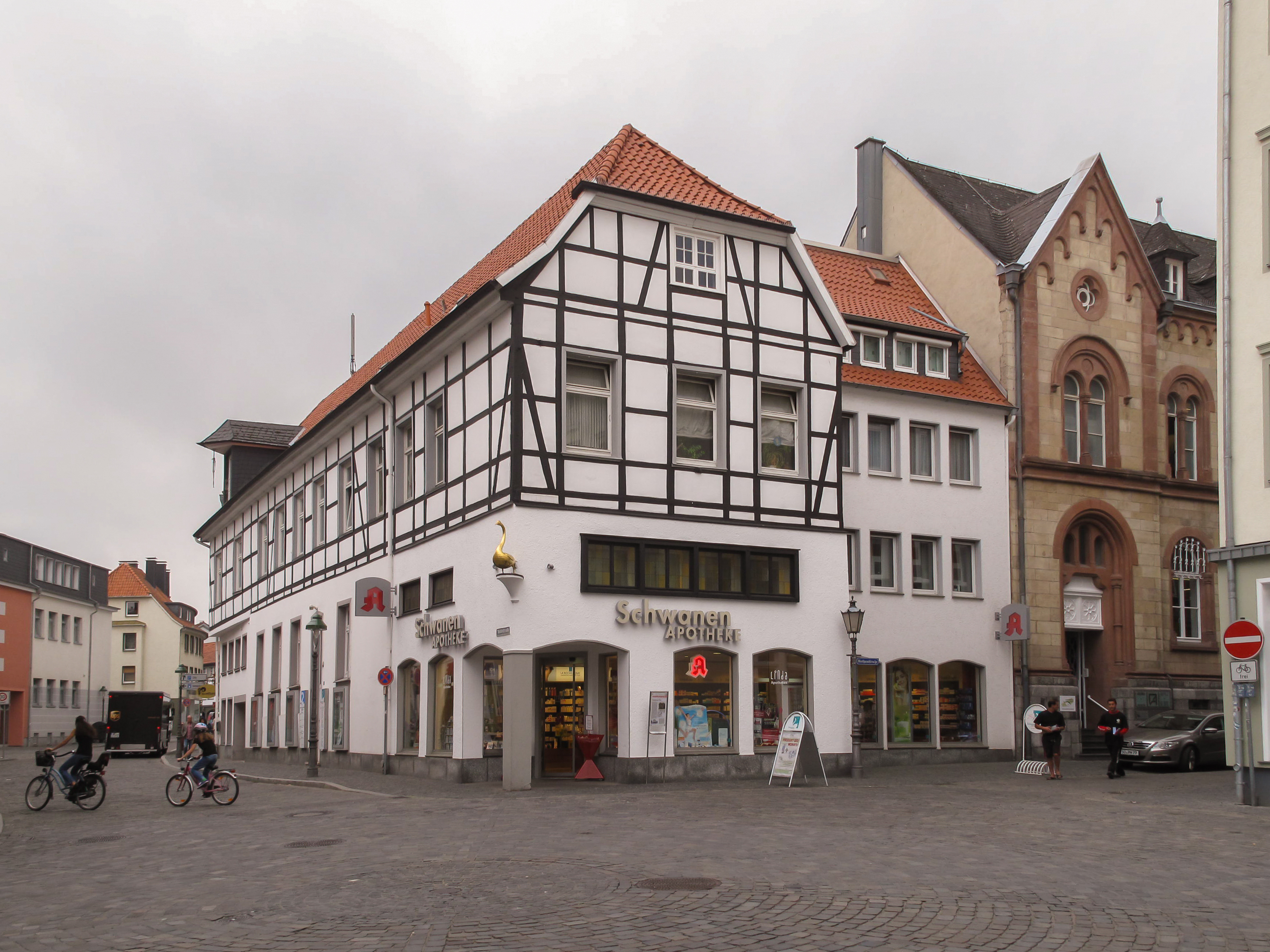